# フランク・ナイト
フランク・ハインマン・ナイト（Frank Hyneman Knight、1885年11月7日 - 1972年4月15日）は、20世紀前半に活躍したアメリカの経済学者。ジェイコブ・ヴァイナーとともにシカゴ学派の基礎とされる第一世代である。1950年アメリカ経済学会会長。

## 略歴
- ミシガン大学、テネシー大学を経て、コーネル大学で学位を取得。
- コーネル大学講師、シカゴ大学講師、アイオワ大学助教授を経て、1928年にシカゴ大学教授に就任。
- 1950年にアメリカ経済学会会長となった。

## 立場
- ナイトはアルフレッド・マーシャルの経済学を継承し、道徳哲学に裏付けられた自由主義と自由企業制度の改革と社会進歩の考えを深化した。このためか、ミルトン・フリードマンやジョージ・スティグラー、ロナルド・コースなどシカゴ学派の第2世代と呼ばれる経済学者を育てたものの、自由競争に全幅の信頼を置くフリードマンらとは違い政府による政策的な介入をある程度は是認する立場を取っている。

## 業績
- ナイトの経済学における最大の業績は、著書『Risk, Uncertainty and Profit（リスク、不確実性、利潤）』である。ナイトは確率によって予測できる「リスク」と、確率的事象ではない「不確実性」とを明確に区別し、「ナイトの不確実性」と呼ばれる概念を構築した。

- ナイトは、不確定な状況を3つのタイプに分類した。
  - 第1のタイプは「先験的確率」である。これは例えば「2つのサイコロを同時に投げるとき、目の和が7になる確率」というように、数学的な組み合わせ理論に基づく確率である。
  - 第2のタイプは「統計的確率」である。これは例えば男女別・年齢別の「平均余命」のように、経験データに基づく確率である。
  - 第3のタイプは「推定」である。このタイプの最大の特徴は、第1や第2のタイプと異なり、確率形成の基礎となるべき状態の特定と分類が不可能なことである。さらに、推定の基礎となる状況が1回限りで特異であり、大数の法則が成立しない。ナイトは、推定の良き例証として、企業の意思決定を挙げている。企業が直面する不確定状況は、数学的な先験的確率でもなく、経験的な統計的確率でもないため、先験的にも統計的にも確率を与えることができない推定であると主張した。
- ナイトは、完全競争の下では不確実性を排除することはできないと主張し、その不確実性に対処する経営者への報酬として、利潤を基礎付けた。

## 人物像
- ナイトの授業を受講し、後に同僚となったジョージ・スティグラーは以下のようにナイトを表現した。
  - タバコを吸うときは、爪楊枝を刺してひげを焦がすまで吸いきろうとする。
  - ある時、「今から話す理論が分からない学生は経済学部を辞めろ！」と勢いよく叫んだ。しかし、その10分後、「自分もようやく2年前にこの理論が理解できたんだ」とつぶやく。
  - ナイトの講義を取った学生は、ナイトのあっちへ行ったりこっちへ行ったりの授業を、1年目はノートを取ろうと悪戦苦闘する。2年目以降はそんなことをせずに、1年目の学生が悪戦苦闘しながらノートを取るのを見て笑う。
  - だが、彼は学生からも、学内の教師たちからも尊敬された。「ほかの誰にも見たことが無いほど、真実に対する無条件の奉仕の精神を人々に感じさせた」。」[1]
- アメリカが広島、長崎に原子爆弾を落としたことは人類の犯した最悪の罪であると糾弾し、また広島の原爆で両親を失った少女を養女としていた[2]。
- モンペルラン・ソサイエティーの活動などにおけるミルトン・フリードマン、ジョージ・スティグラーの目に余る言動に対し、ナイトは彼らに、ナイトのところで勉強し、論文を書いたと言うことを禁止する、という破門宣言をした[3]。

## 日本語訳著書
- 『危険・不確実性および利潤』（奥隅栄喜訳, 文雅堂書店, 1959年及筑摩書房,2021年)
- 『競争の倫理：フランク・ナイト論文選』（高哲男・黒木亮[注 1]訳, ミネルヴァ書房, 2009年）
- 『フランク・ナイト社会哲学を語る：講義録知性と民主的行動』（黒木亮訳, ミネルヴァ書房, 2012年）